# Deep Thought (Schachcomputer)
Deep Thought (deutsch „Tiefer Gedanke“) war ein Schachcomputer, der von Feng-hsiung Hsu an der Carnegie Mellon University entwickelt wurde. Er wurde benannt nach dem fiktionalen Computer Deep Thought aus Douglas Adams’ Romanreihe Per Anhalter durch die Galaxis. Die erste Version entstand im Mai 1988, eine Vorläuferversion trug den Namen ChipTest. Die Weiterentwicklung des Programms durch IBM erfolgte unter dem Namen Deep Blue.
Deep Thought gewann die nordamerikanische Computer-Schachmeisterschaft 1988 und die Computer-Schachweltmeisterschaft 1989. Schlagzeilen machte Deep Thought 1988 durch einen geteilten 1. Platz beim Open von Long Beach, Kalifornien, bei dem das Programm eine Partie gegen Großmeister Bent Larsen gewinnen konnte, der zu dieser Zeit auf Platz 96 der Weltrangliste stand. Es lief auf einer Sun 4 Workstation und konnte etwa 720.000 Stellungen pro Sekunde berechnen. Im Jahr 1989 verlor Deep Thought zwei Partien gegen Garri Kasparow sowie eine Fernschachpartie gegen Michael Valvo, konnte aber eine Turnierpartie gegen Robert Byrne gewinnen und besiegte den Internationalen Meister David Levy in einem Wettkampf deutlich mit 4:0.
Die Benennung von multiprozessorfähigen Schachprogrammen folgte später dem Beispiel Deep Thoughts (so etwa Deep Blue, Deep Fritz und Deep Junior).